# Alestes baremoze
Alestes baremoze är en fiskart som först beskrevs av Joannis, 1835.  Alestes baremoze ingår i släktet Alestes och familjen Alestidae. IUCN kategoriserar arten globalt som livskraftig. Inga underarter finns listade i Catalogue of Life.

## Bildgalleri

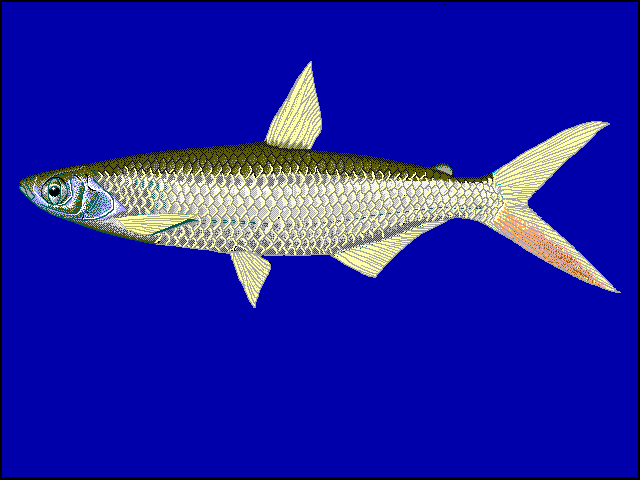